# ISO 639-2
ISO 639-2, 정확히는 ISO 639-2:1998(Codes for the representation of names of languages — Part 2: Alpha-3 code, 언어 이름 표현을 위한 코드 — 파트 2: Alpha-3 코드)는 언어 이름 표현을 위한 코드를 나열하는 ISO 639 표준의 두 번째 부분이다. 해당 표준의 이 부분에서 각 언어에 대해 지정된 3자리 코드를 "Alpha-3" 코드라고 한다. ISO 639-2 코드 목록에는 487개의 항목이 있다.
미국 의회 도서관은 ISO 639-2(ISO 639-2/RA)의 등록 기관이다. 등록 기관으로서 LOC는 제안된 변경 사항을 접수하고 검토한다. 또한 ISO 639 코드 테이블 유지 관리를 담당하는 ISO 639-RA 공동 자문 위원회에 대표를 두고 있다.

## 다른 ISO 639 표준과의 역사 및 관계
ISO 639-2 표준에 대한 작업은 1989년에 시작되었다. 언어에 대해 두 글자 코드만 사용하는 ISO 639-1 표준이 충분한 수의 언어를 수용할 수 없기 때문이다. ISO 639-2 표준은 1998년에 처음 발표되었다.
실제로 ISO 639-2는 ISO 639-2의 모든 개별 언어에 대한 코드와 그 이상을 포함하는 ISO 639-3(2007)으로 대체되었다. 또한 특수 코드와 예약 코드도 포함되어 있으며 ISO 639-2와 충돌하지 않도록 설계되었다. 그러나 ISO 639-3은 ISO 639-2의 집합적 언어를 포함하지 않는다. 이들 중 대부분은 ISO 639-5에 포함되어 있다.

## B 및 T 코드
대부분의 언어에는 표준에 따라 하나의 코드가 지정되어 있지만 설명된 언어 중 20개에는 언어의 영어 이름에서 파생된 "서지" 코드(ISO 639-2/B)라는 두 개의 세 글자 코드가 있다. 필요한 레거시 기능과 언어의 기본 이름에서 파생되고 ISO 639-1의 언어 두 글자 코드와 유사한 "용어적" 코드(ISO 639-2/T)가 있다. 원래 22개의 B 코드가 있었다. scc 및 scr은 이제 더 이상 사용되지 않는다.
일반적으로 T 코드가 선호된다. ISO 639-3은 ISO 639-2/T를 사용한다.

## 같이 보기
- 언어 코드